# 1201 Third Avenue
Washington Mutual Tower é um dos arranha-céus mais altos do mundo, com 235 metros (772 ft). Edificado na cidade de Seattle, Estados Unidos, foi concluído em 1988 com 55 andares e 6 andares subterrâneos.